# ガッツジュン
『ガッツジュン』は、原作：神保史郎・作画：小畑しゅんじの日本の漫画、同作品の原作の日本のテレビドラマ。

## 漫画
『週刊少年チャンピオン』（秋田書店）1971年10号から1972年3・4号まで連載されたが、単行本は秋田書店から発行されず、1976年に立風書房から全3巻で発行された。2013年、マンガショップより全2巻が発行された。

## テレビドラマ
1971年4月11日から11月21日までTBS系で毎週日曜日19時 - 19時30分の『タケダアワー』にて放送された。全33話。
ストーリーは、主人公･沢村純が、元野球選手で行方不明の父親を捜すために高校野球で全国大会出場を目指すというのが骨子である。第12話までは、「レインボーボール」等の魔球を特撮で描くなど視覚に訴える演出に重点が置かれていたが、第13話以降は純を中心とする仲間や家族とのドラマに重点が置かれた。
最初は1971年9月いっぱいで終了することになっていたが、次番組の決定が遅れていたため11月いっぱい（11月28日）まで2か月の放送延長が決定。しかしその後、次番組『シルバー仮面』がフジテレビ系の裏番組『ミラーマン』に対抗するため放送を繰り上げることとなり、本作品は1話分短縮されて打ち切られた。ストーリーの骨子である父親捜しの決着はつくことなく、名雄高校のエースに成長した純が全国大会出場を決めるところでドラマは終了した。

### 登場人物
沢村 純
主人公。高校野球で名を上げれば行方不明の父と再会できると信じ、名雄高校野球部で奮闘する。
沢村 映子
純の姉。弟の純とともに祖母の房江によって育てられた。
沢村 房江
純の祖母。レストラン「ネバ」を経営している。
村丘 美代子
名雄高校における純のクラスメート。純にほのかな恋心を抱いていて当初は全然相手にされなかったが、後には彼の心の拠り所となっていく。「プー子」の愛称で純に呼ばれている。前作『柔道一直線』の高原ミキ的なポジション。

### キャスト
- 沢村純：藤間文彦
- 沢村映子：丘みつ子
- 村丘美代子：桜井マリ
- 沢村房江：小夜福子
- 名雄高校野球部長・平賀敏樹：瑳川哲朗
- 名雄高校野球部監督・萩原哲雄：秋元羊介
- 名雄高校キャプテン・東山勲（ショート）：広元洌（第1話 - 第22話・第25話・第29話・第33話）
- 川越守人（ファースト）：小野進也
- 大野卓也（ピッチャー）：日吉としやす（第1話 - 第29話・第33話）
- 飛騨明（キャッチャー → ショート）：葵哲也（第1話 - 第29話・第33話）
- 大平勝男（セカンド）：佐藤好将（第1話 - 第29話・第33話）
- 北里清（センター）：山下則夫（第1話 - 第29話・第33話）
- 斉島光一（マネージャー）：飛世賛治（第1話 - 第29話・第33話）
- 西川政彦（レフト）：古川義範（第1話 - 第29話）
- 進藤茂（サード）：篠田三郎（第13話 - 第33話）
- 野田修（サード → 補欠 → マネージャー）：山尾範彦
- 南達男（ライト）：小林重忠
- 本間浩（補欠 → セカンド）：清宮達夫（第1話 - 第19話・第22話・第24話 - 第33話）
- 野島大吉（補欠 → キャッチャー）：畠山麦
- 滝沢猛（補欠）：石山禎久
- 小沢克巳（補欠）：中沢勇
- 名雄高校応援団長・豪田鉄二：保高正伸
- スカウトマン・西田昇：梶健司（第1話 - 第4話・第７話 - 第9話・第11話 - 第14話）
- スカウトマン・石井敏：垂水悟郎（第1話・第2話・第4話・第6話・第12話）
- 「ネバ」のコック・鈴木正造：森良介（第1話 - 第6話・第11話・第12話）
- ナレーター：外山高士（第1話 - 第12話）、村越伊知郎（第13話 - 第33話）

#### ゲスト
参照：岩佐陽一 2001, p. 187, 「ガッツジュン ON AIR LIST」
- 園部美穂：目黒幸子（第1話）
- 甲斐武：堀田真二（第2話・第3話・第9話・第10話）
- 瀬戸俊之：近藤正臣（第2話・第3話・第9話・第10話）
- 剣持早苗：范文雀[注釈 1]（第3話・第4話）
- 西郷四郎：桜木健一（第5話・第6話）
- 大野豪二郎：天草四郎（第5話・第6話・第15話）
- 村上進：岡部正純（第5話・第6話）
- 海野教頭：奥野匡（第5話・第6話・第15話）
- 西田留美：後藤ルミ（第7話-第10話）
- 神子上太郎：眞家宏満（第7話-第9話）
- 神子上次郎：本保明啓（第7話-第9話）
- ジム・タック：ジョージ・マッカーナル（第11話・第12話）
- 小野先生：目黒幸子（第12話）
- 野田勉：豊岡晋（第13話・第14話・第30話）
- レストラン・エッフェル支配人：湊俊一（第15話）
- 本間勝：高野浩幸（第17話・第18話・第27話）
- 松本三郎：小野寺昭（第17話）
- 大山高監督・石山：沢登譲（第20話）
- 医者：岩城力也（第21話）
- 村野監督：森山周一郎（第22話）
- 野島の母・みね：園佳也子（第23話）
- 野島の弟・二郎：長張卓己（第23話）
- 野島の弟・三平：野口忠道（第23話）
- 豪田の叔父：池田忠夫（第24話）
- 八百屋の親父：宮浩二（第24話）
- 鷹の羽高キャプテン・日野：池上明治（第25話）
- 鷹の羽高ピッチャー・高田：船保信之（第25話）
- 早坂五郎：亀石征一郎（第26話）
- 校医・林：小笠原弘（第27話）
- 良子：野口友紀子（第30話）

### スタッフ
- 企画：小林利雄
- 原作：神保史郎、小畑しゅんじ
- 脚本：伊上勝、上原正三、安藤豊弘
- 撮影：杉田阿久利、村中政光
- 照明：槫松良司
- 美術：阿部三郎
- 音楽：日暮雅信
- 企画補：田村正蔵
- 助監督：福原博
- 編集：小出良助
- 記録：水平冨喜子、唐崎真理子
- 視覚効果：中野稔
- 制作主任：菊池満
- 監督助手：菊池昭康
- 撮影助手：高尾義照
- 照明助手：町田勇治、沢田実
- 美術助手：西川達男、大橋政昭、手塚研一
- 進行：湯原正男
- 録音：アオイスタジオ
- 現像：TBS映画社、東洋現像所
- 音響効果：三枝一博
- 美粧：大井きく子
- 衣裳：大和衣裳
- 制作担当：外山徹
- 協力：美津濃スポーツ、帝産オート株式会社
- 監督：船床定男、田口勝彦、田村正蔵、外山徹、鍛冶昇、福原博、安藤達己
- 制作：宣弘社プロダクション、TBS

### 主題歌
「ガッツジュン」
作詞：伊上勝 / 作曲：鈴木邦彦 / 編曲：青木望 / 歌：藤間文彦、ハニー・ナイツ
第15話まではオープニングで1番＋3番。第16話からオープニングが1番、エンディングで3番が流れ、第21話からはエンディング自体がカットされた。
オープニングの映像は、実際に1971年、阪神甲子園球場で行われた第43回選抜高等学校野球大会（毎日新聞主催）の資料映像が使用された。
主題歌「ガッツジュン」は、伊上勝が書いた詞が、プロデューサーの橋本洋二からNGが出たために書き直されている。

### 挿入歌
「名雄高校応援歌」
作詞：伊上勝 / 作曲：鈴木邦彦 / 歌：ハニー・ナイツ
「ひとりぼっちのマウンド」
作詞：伊上勝 / 作曲：鈴木邦彦 / 歌：藤間文彦、ハニー・ナイツ

### 制作
前作『柔道一直線』のヒットを受け、高校野球を舞台にしたスポ根ドラマとして企画された。制作は前作の東映から宣弘社プロダクションに移ったが、プロデューサー・橋本洋二の意向で、近藤正臣や桜木健一ら何人かの出演者が前作から引き続き起用されている。また、本作の前後に放映されたスポーツドラマや特撮ドラマにゆかりのある出演者が多いのも特徴である。主演の藤間文彦は、藤間勘十郎（六代目）・紫夫妻（当時）の長男として話題になった。しかし、藤間は野球の経験がほとんどなく、撮影の合間にも特訓を受けていた。宣弘社側のプロデューサーは社長の小林利雄がクレジットされているが、実務は監督の田村正蔵が務めた。タイトルデザインは、当時武田薬品の宣伝課に在籍していた西本宣恵によるもので、西本は後番組の『シルバー仮面』のタイトルも手掛けている。
前半のデフォルメ描写は『柔道一直線』でヒットした要素を意識したものであったが、メイン監督の船床定男が野球を知らなかったこともあり効果的にはならず、野球ファンから不評であったため監督を交代し路線変更するに至った。
スポーツ用品メーカーの美津濃が劇中の用具をタイアップしている。初期の撮影時に現場が間に合わせで他社から道具を借りてきてしまい、美津濃側の担当者が宣弘社社長の小林に抗議に押しかけたことがあった。以後、撮影現場から美津濃へ用具の発注がなされるようになり、その後、美津濃は広告事業で宣弘社の顧客となるなど両社の関係が深まった。

### 放送日程
参照岩佐陽一 2001, p. 187, 「ガッツジュン ON AIR LIST」、石橋春海 2014, p. 68, 「1971 ガッツジュン」
| 放送回 | 放送日   | サブタイトル               | 脚本     | 監督              |
| ------ | -------- | -------------------------- | -------- | ----------------- |
| 1      | 4月11日  | 宿敵のスラッガー           | 伊上勝   | 船床定男          |
| 2      | 4月18日  | アタックチームの挑戦       | 伊上勝   | 船床定男          |
| 3      | 4月25日  | 美しき鬼コーチ             | 伊上勝   | 船床定男          |
| 4      | 5月2日   | 快心の二段スナップ         | 伊上勝   | 船床定男          |
| 5      | 5月9日   | 燃えろ闘魂                 | 上原正三 | 田口勝彦          |
| 6      | 5月16日  | 魔球Zシュート              | 上原正三 | 田口勝彦          |
| 7      | 5月23日  | 超人バッテリー             | 伊上勝   | 船床定男          |
| 8      | 5月30日  | 秘密兵器の登板             | 伊上勝   | 船床定男          |
| 9      | 6月6日   | 投げろ！レインボーボール   | 伊上勝   | 船床定男          |
| 10     | 6月13日  | 栄光の右腕                 | 伊上勝   | 船床定男          |
| 11     | 6月20日  | 旋風！メガトンパワー       | 上原正三 | 船床定男          |
| 12     | 6月27日  | アポロ打法を破れ           | 上原正三 | 船床定男          |
| 13     | 7月4日   | 弱者と強者                 | 伊上勝   | 船床定男 田村正蔵 |
| 14     | 7月11日  | 涙の紅白戦                 | 伊上勝   | 外山徹            |
| 15     | 7月18日  | 太陽と勝負しろ！           | 上原正三 | 田口勝彦          |
| 16     | 7月25日  | 甲子園にあの旗を           | 上原正三 | 田口勝彦          |
| 17     | 8月1日   | 青春よ炎と燃えろ！         | 上原正三 | 田口勝彦          |
| 18     | 8月8日   | 不死鳥は甲子園にはばたく！ | 上原正三 | 外山徹            |
| 19     | 8月15日  | 汗よ涙となるな             | 上原正三 | 鍛冶昇            |
| 20     | 8月22日  | 敗け犬になるな             | 安藤豊弘 | 鍛冶昇            |
| 21     | 8月29日  | 熱き血のわかれの詩         | 上原正三 | 外山徹            |
| 22     | 9月5日   | 投げろ！剛球一直線         | 上原正三 | 外山徹            |
| 23     | 9月12日  | ガッツ！バッテリー誕生     | 安藤豊弘 | 福原博            |
| 24     | 9月19日  | 熱い力よよみがえれ！       | 上原正三 | 安藤達己          |
| 25     | 9月26日  | 明日をめざす炎             | 上原正三 | 外山徹            |
| 26     | 10月3日  | 熱球に賭ける道             | 上原正三 | 外山徹            |
| 27     | 10月10日 | 青春の涙輝ける時           | 上原正三 | 安藤達己          |
| 28     | 10月17日 | 最後の一球まで             | 上原正三 | 外山徹            |
| 29     | 10月24日 | あゝ栄光をこの胸に         | 上原正三 | 外山徹            |
| 30     | 10月31日 | あしたの栄光めざして       | 安藤豊弘 | 福原博            |
| 31     | 11月7日  | 燃やせ若い命を             | 安藤豊弘 | 福原博            |
| 32     | 11月14日 | 傷ついたエース             | 伊上勝   | 福原博            |
| 33     | 11月21日 | 太陽に向かって投げろ       | 上原正三 | 外山徹            |

### 放送局
特記の無い限り全て放送時間は日曜 19:00 - 19:30、同時ネット。
- TBS
- 北海道放送[15]
- 青森テレビ[16]
- 岩手放送[16]
- 秋田放送（1972年に放送）：木曜 19:00 - 19:30[17]
- 山形放送（1973年に放送）：火曜 17:30 - 18:00[18]
- 東北放送[19]
- 福島テレビ[19]
- 新潟放送[20]
- 信越放送[21]
- 富山テレビ：月曜 - 金曜 18:00 - 18:30（1972年7月17日から8月30日まで放送）[22]
- 北陸放送[23]
- テレビ山梨[24]

- 静岡放送[24]
- 中部日本放送[23]
- 朝日放送[25]
- 山陰放送[26]
- 山陽放送[27]
- 中国放送[27]
- テレビ高知[28]
- RKB毎日放送[29]
- 長崎放送[29]
- 熊本放送[29]
- 大分放送[30]
- 宮崎放送[31]
- 南日本放送[31]
- 琉球放送[32]

タケダアワー#ネット局の節も参照。

## 映像ソフト
- 1999年、発売げんごろう・販売セブンエイトよりビデオソフトが発売。第1話・第10話・第33話を収録。
- 2013年、ベストフィールドより「甦るヒーローライブラリー　第6集」としてDVDが発売[33]。